# بدر طارق
بدر طارق (انگلیسی: Bader Al-Fadhel؛ زادهٔ ۲۲ آوریل ۱۹۹۷) بازیکن فوتبال اهل کویت است.
از باشگاه‌هایی که در آن بازی کرده‌است می‌توان به باشگاه ورزشی العربی کویت اشاره کرد.
وی همچنین در تیم ملی فوتبال کویت بازی کرده‌است.